# Gardiner (New York)
Pour les articles homonymes, voir Gardiner.
Gardiner est une ville du centre du comté d'Ulster, dans l'État de New York, aux États-Unis. Sa population est de 5 713 habitants au recensement de 2010.

## Histoire

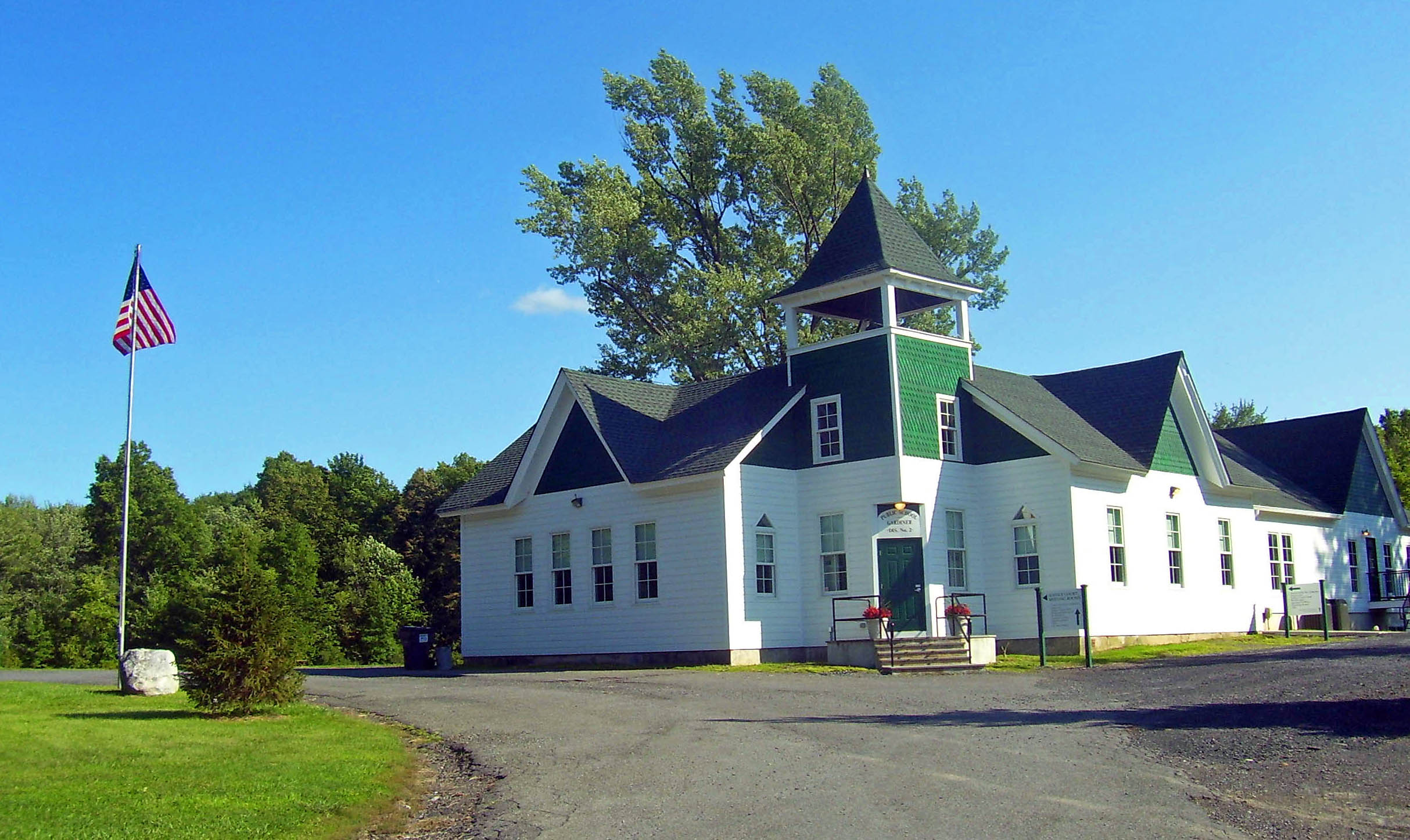
L’hôtel de ville, ancienne école inscrite au Registre national des lieux historiques.

Les premiers colons étaient des Huguenots français. Gardiner résulte d'un remembrement des villages de New Paltz, Rochester (Ulster County) et de Shawangunk depuis une loi de l'État de New York du 2 avril 1853. Le premier conseil municipal s'est tenu le 17 mai 1853. Il porte le nom du lieutenant-gouverneur Addison Gardiner,. En 1925, un grand incendie a détruit une partie du village.

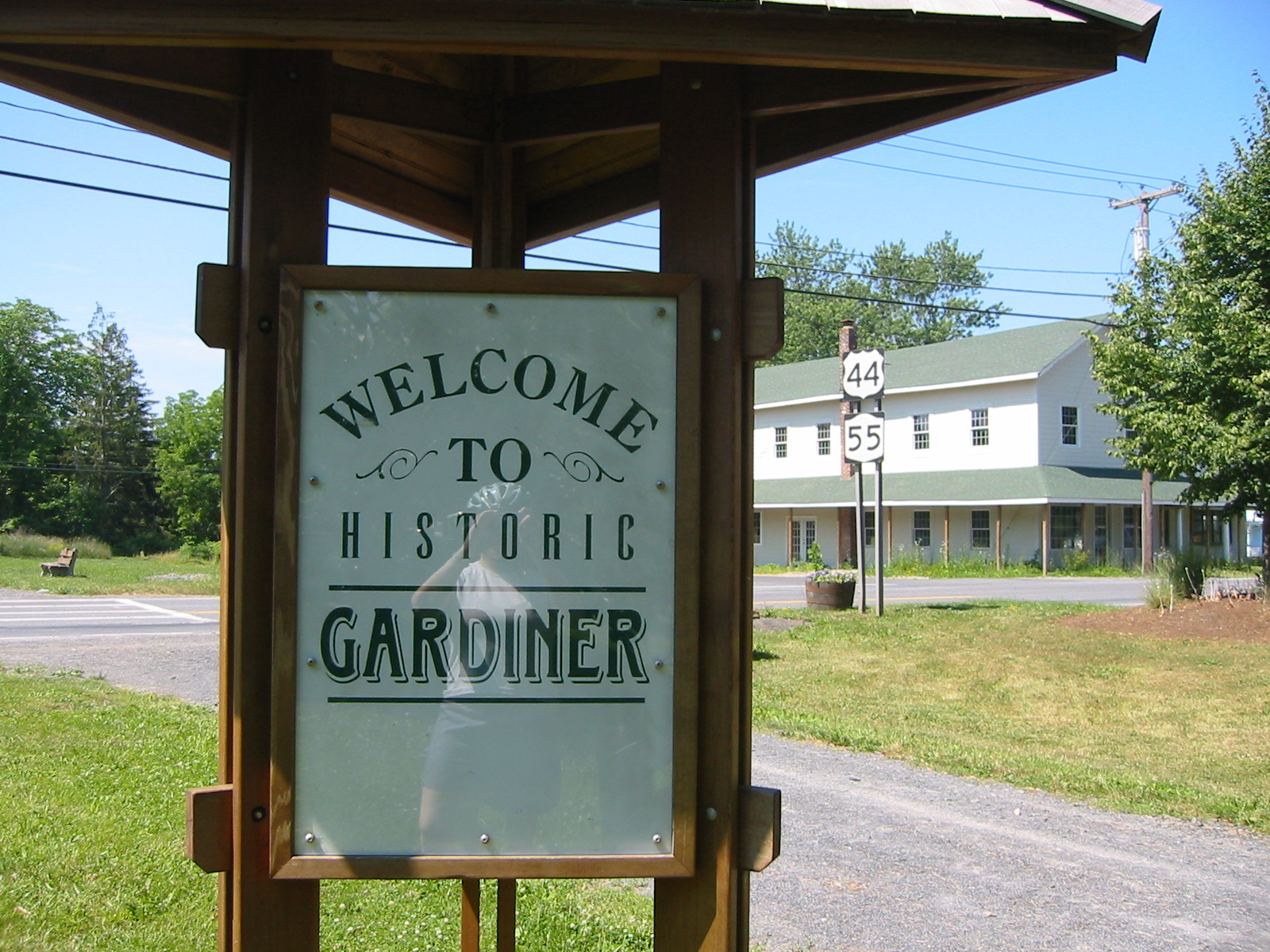
Le train touristique de Wallkill Valley au passage à niveau des Routes 44/55

Le train touristique de la Vallée de la Wallkill a son terminus au sud de Gardiner et dessert l'ancienne ligne de Wallkill Valley Railroad jusqu'à New Paltz. Le parc Majestic, au-delà de Farmer's Turnpike, avec son kiosque couvert et ses terrains de sport (baseball, basketball, et handball), accueille les patineurs. La bibliothèque municipale se trouve dans le quartier de Farmer's Turnpik, organise, de même que la caserne de pompiers, quelques manifestations au cours de l'année.

## Géographie
Gardiner se trouve au centre du Comté d'Ulster. La ville est arrosée par la Wallkill River, qui s'écoule du sud vers le nord. À l'ouest, on peut voir la chaîne des Shawangunk.

## Démographie
Au recensement de 2000, la ville comptait 5238 habitants, 1997 foyers, et 1389 familles résidentes. La densité de population était donc de 45,6 hab./km2. On dénombre 2255 logements avec une densité moyenne de 19,6 km2. Les statistiques ethniques y donnent 94,35 % de blancs, 1,76 % d’Afro-américains, 0,13 % d’Amérindiens, 0,74 % d’Asio-Américains, 0,04 % d’Océano-Américains, 1,11 % d'autres ethnies, et 1,87 % de métis. Les Latino représentent 4,58 % de la population.
Des 1997 foyers, 36,3 % comptaient des mineurs, 58,1 % étaient des couples mariés, 7,2 % une femme au foyer seule, et 30,4 % des non-familles. 21,6 % des foyers sont des célibataires et 5,6 % comptaient au moins une personne de plus de 65 ans. La taille moyenne du ménage est de 2,60 individus et une famille compte en moyenne 3,07 individus.
26 % de la population est âgée de moins de 18 ans, 6 % ont entre 18 et 24 ans, 32,3 % ont entre 25 et 44 ans, 26,1 % ont entre 45 et 64 ans, et 9,6 % ont plus de 65 ans. L'âge moyen est de 38 ans et on dénombre 100,8 hommes (100,1 au-dessus de 18 ans) pour 100 femmes.
Le revenu moyen par foyer est de 54 432 $, et le revenu moyen par famille de 62 750 $. Les hommes ont un revenu moyen de 40 964 $ contre 29 474 $ pour les femmes. Le revenu par tête est de  25 091 $. ENviron 4,7 % des familles et 7,4 % de la population vit sous le seuil de pauvreté, dont 8,5 % de mienurs 18 et 4,3 % de personnes de plus de 65 ans.

## Communautés et quartiers de Gardiner
- Benton Corners – Hameau situé à l'ouest de Gardiner, desservi par les Routes 44 et 55.
- Forest Glen – Hameau situé au nord de la ville, à l'ouest de Jenkinstown.
- Ganahgot – Hameau situé à l'ouest de Gardiner village, de Tuthill et des berges de la Wallkill River. Shawangunk Kill se jette dans Wallkill River non loin de là.
- Gardiner – Hameau situé au carrefour des Routes 19 et 44-55.
- Ireland Corners – Hameau situé à l'est de Gardiner village au carrefour des Routes 44-55 and Route 208.
- Jenkinstown – Hameau situé au nord de la ville près de la ligne de chemin de fer.
- Libertyville – Hameau situé au nord de la ville.
- Rutsonville –Hameau situé au sud town line on Route 7.
- Tuthill – Hameau situé à l'ouest de Gardiner village on Route 55, près des berges de la Wallkill River.
- Wallkill Camp – Hameau situé au nord de la ville.